# وایسن‌اشتاین
وایسن‌اشتاین (به آلمانی: Weißenstein) یکی از شهرهای ایالت کرنتن در اتریش است. مناظر اطراف وایسن‌اشتاین برای سال‌ها موجب جذب هنرمندان به این شهر شده است. یکی از جاذبه‌های دیگر این شهر کلیسای اصلی مریم مقدس است که برای محافظت در برابر امپراتوری عثمانی بر روی یک تپه ساخته شده است.